# Euchromadora elegans
Euchromadora elegans är en rundmaskart som beskrevs av Allgen 1947. Euchromadora elegans ingår i släktet Euchromadora och familjen Chromadoridae. Inga underarter finns listade i Catalogue of Life.